# Villa romana de la Loma de Regadío

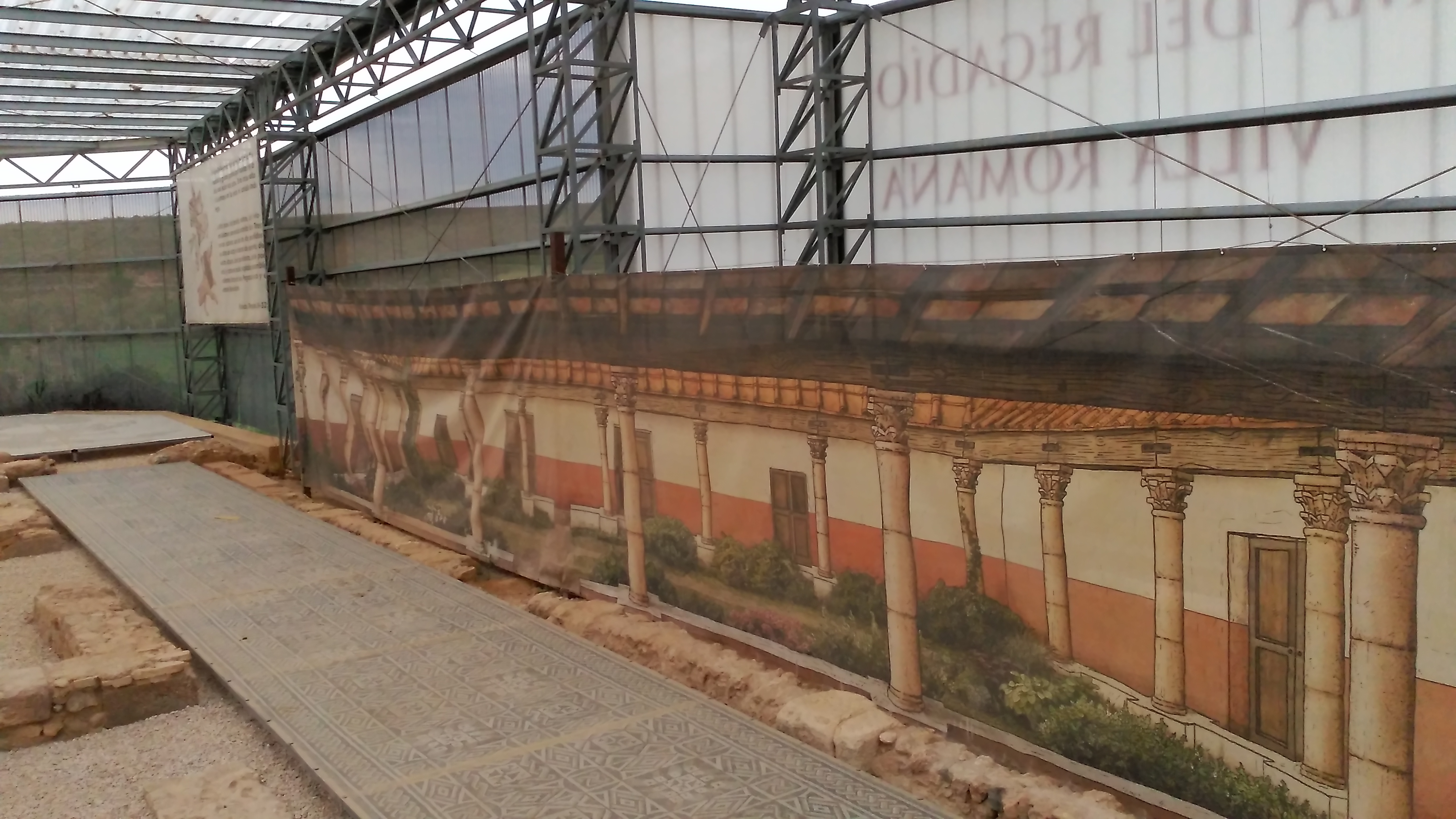
Vista interior de la Villa romana de La Loma del Regadío.

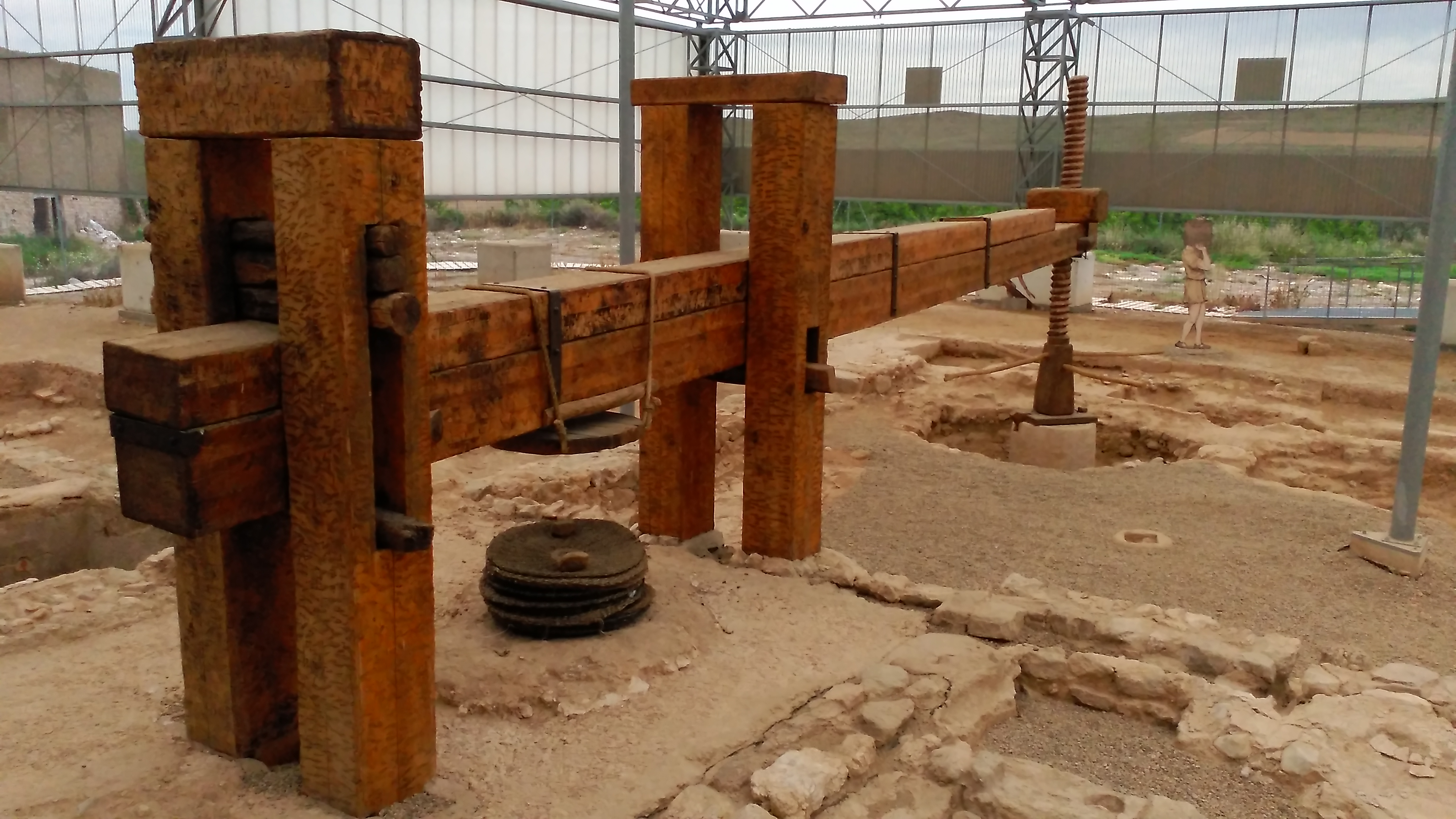
Recreación de un molino romano en su localización real dentro de la Villa

La Villa Romana de la Loma del Regadío es un asentamiento romano del valle medio del Ebro, de larga perduración, ya que su ocupación se extiende desde el siglo I al V de nuestra era. Está Asociado al Museo de Teruel.
Como hecho importante, podemos destacar que el conjunto experimentará una remodelación muy intensa, a finales del siglo III o principios del IV, de consecuencias devastadoras para la ordenación estructural previa, lo que acarrea una dificultad enorme para conocerla. 
La Villa tenía una función económica, pues estaba destinada a la producción oleícola y vitivinícola, y constituye el máximo exponente de ello en todo el Valle medio del Ebro y uno de los cuatro o cinco mejores de toda la Península. Prueba de ello es el gran complejo de prensado que presenta, de cerca de 300 metros cuadrados de superficie para el trabajo. 

## Situación geográfica
Su nombre proviene del paraje en el que está situado: el paraje del Regadío (Urrea de Gaén, Teruel), en la margen derecha de la depresión del Ebro, y a unos 280 m de altitud con respecto al nivel del mar, sobre una loma. Esta zona conjuga terrenos semiáridos con zonas aluviales, por lo que se puede cultivar tanto productos de secano (la tríada mediterránea: trigo, olivo y vid, en especial los dos últimos) como de regadío, además de ser propicio para la explotación ganadera, que también se llevará a cabo en este yacimiento.
Al margen de las ventajas en lo referido a los recursos naturales que puede propiciar la zona, constituye también un enclave privilegiado, al ser intersección entre varias rutas comerciales, que facilitarían la salida de los excedentes agrícolas que aquí se produjesen. Rutas, éstas, por las que se trasladarían los productos hacia mercados regionales e incluso centros urbanos, como Caesaraugusta o Ilerda. 

## Descubrimiento y trabajos arqueológicos
En 1954 se comienza a hablar sobre este yacimiento arqueológico, pero su investigación arqueológica comenzará en 1959, a raíz del descubrimiento de uno de los mosaicos que posee esta villa. La extracción del mosaico supuso la primera caracterización de la Loma. Es, por tanto, entre 1959 y 1960 cuando se realiza el primer período de trabajo, donde se afirma, por primera vez, que es un asentamiento de tipo “Villa”. 
El segundo período de excavaciones, tras varias décadas de inactividad, comenzará, por parte del museo provincial de Teruel, en el año 1997, prolongándose hasta la actualidad. Con estos trabajos, se han descubierto, hasta el momento, unos 1500 m² construidos. Es, con estos trabajos, con los que se ha descubierto la prolongada ocupación, de más de cuatro siglos, del sitio arqueológico.

## Historia y cronología
La ocupación del asentamiento comienza en el siglo I, o quizás antes, pero su etapa más importante será la que empieza a finales del siglo III o principios del IV, y acabará a principios del V. Será precisamente esta etapa la posterior a una gran reforma arquitectónica acaecida en la villa, y que ha tapado, casi en su totalidad, los restos que nos podrían servir para estudiar la morfología del conjunto en su primera etapa.
La villa fue abandonada en el siglo V debido a, probablemente, motivos económicos. Probablemente ya no era una explotación rentable, pero no hay rastros de actividades belicistas ni destrucciones violentas.

## Arqueología
Lo que ahora podemos encontrar en el yacimiento es la configuración arquitectónica que proviene de la gran reforma de la que hablábamos anteriormente, acaecida entre los siglos III y IV de nuestra Era. Probablemente la reestructuración de la villa responda a una necesaria reorganización de la pars rustica (en especial del torcularum, edificación que recoge el complejo de prensado) Así, la villa cuenta con la articulación clásica de este tipo de edificaciones, concebidas tanto para el uso residencial y disfrute de sus dueños (en su pars urbana), como para la explotación de los recursos que ofrece el territorio, bajo su dominio o fundus en la pars rustica.
Tenemos, por una parte, la pars urbana, con un peristilo porticado, decorado con mosaicos y murales que no destacan por su ejecución, por lo que hablamos de una vivienda con un tinte austero, que no parece corresponderse con los beneficios económicos que procurarían las dependencias de trabajo y explotación. Entre los dos mosaicos que podemos encontrar, destacamos uno, el que representa la lucha de Quimera y Belerofonte en el mosaico del oecus, su sala principal. El contraste se debe, probablemente, a que no sea una familia muy importante la dueña de esta Villa y por tanto, es un complejo bastante más modesto que otros similares como, por ejemplo, la Fortunatus. Sin embargo, sigue teniendo un gran potencial económico. 
Por otra parte, en la pars rustica, que se considera la parte de mayor interés del conjunto, está situada al este de la pars urbana, en un pabellón adosado perpendicularmente a ésta. En ella nos encontramos con una zona de procesamiento de la oliva y la uva, lo que los autores han llamado "el Complejo de Prensado".
En el Complejo de Prensado, de 267 metros cuadrados, nos encontramos los restos de los elementos que se utilizarían para desempeñar la tarea de procesar la oliva y la uva, así como contenido orgánico. Aquí es donde se producirían el aceite y el vino, que serían transportados, más tarde, a los mercados urbanos cercanos. Los elementos que podríamos considerar como la maquinaria principal de esta explotación son:
- 5 dispositivos de prensado o prensas de tornillo, de unos 11 metros de longitud, que se utilizarían, obviamente, para prensar el producto. Hay restos de los anclajes de estas prensas, de sus pies, de los contrapesos que se utilizaban y de las canalizaciones que conducirían el líquido a los depósitos de captación de  la prensada, de los que también se han conservado restos.
- 2 bases de molino, de unos dos metros de diámetro, que complementarían el complejo explotador y que molerían los frutos antes de que pasaran a las prensas.

Además de esto, la Villa contaba, en su parte de labor, con las clásicas dependencias para el servicio, aunque estas carecen de tanta importancia para su estudio. 
La producción en términos cuantitativos aún no se conoce con seguridad, debido en gran medida al poco interés que se muestra, por parte de la administración, en estudiar el yacimiento.